# 渡辺寧綱
渡辺 寧綱（わたなべ やすつな）は、江戸時代後期の尾張藩家老。渡辺半蔵家11代当主。

## 略歴
文化7年（1810年）、尾張藩家老・渡辺規綱の長男として寺部で誕生した。文政2年（1819年）父の隠居により家督を相続。天保7年（1836年）9月、三河国加茂郡滝脇村で発生した加茂一揆の際、周辺の藩、旗本領にも波及したため渡辺家の三河寺部陣屋の求めで尾張本藩から加勢の兵が派遣された。
天保10年（1839年）、家老となる。天保14年（1843年）、人事刷新を理由に家老を罷免される。嘉永7年（1854年）、ペリーの浦賀来航により、2月、江戸に出府し、江戸近海警衛に当たる。安政元年（1855年）再び家老となる。従五位下・飛騨守に叙任。安政2年（1856年）、家老職を辞任する。

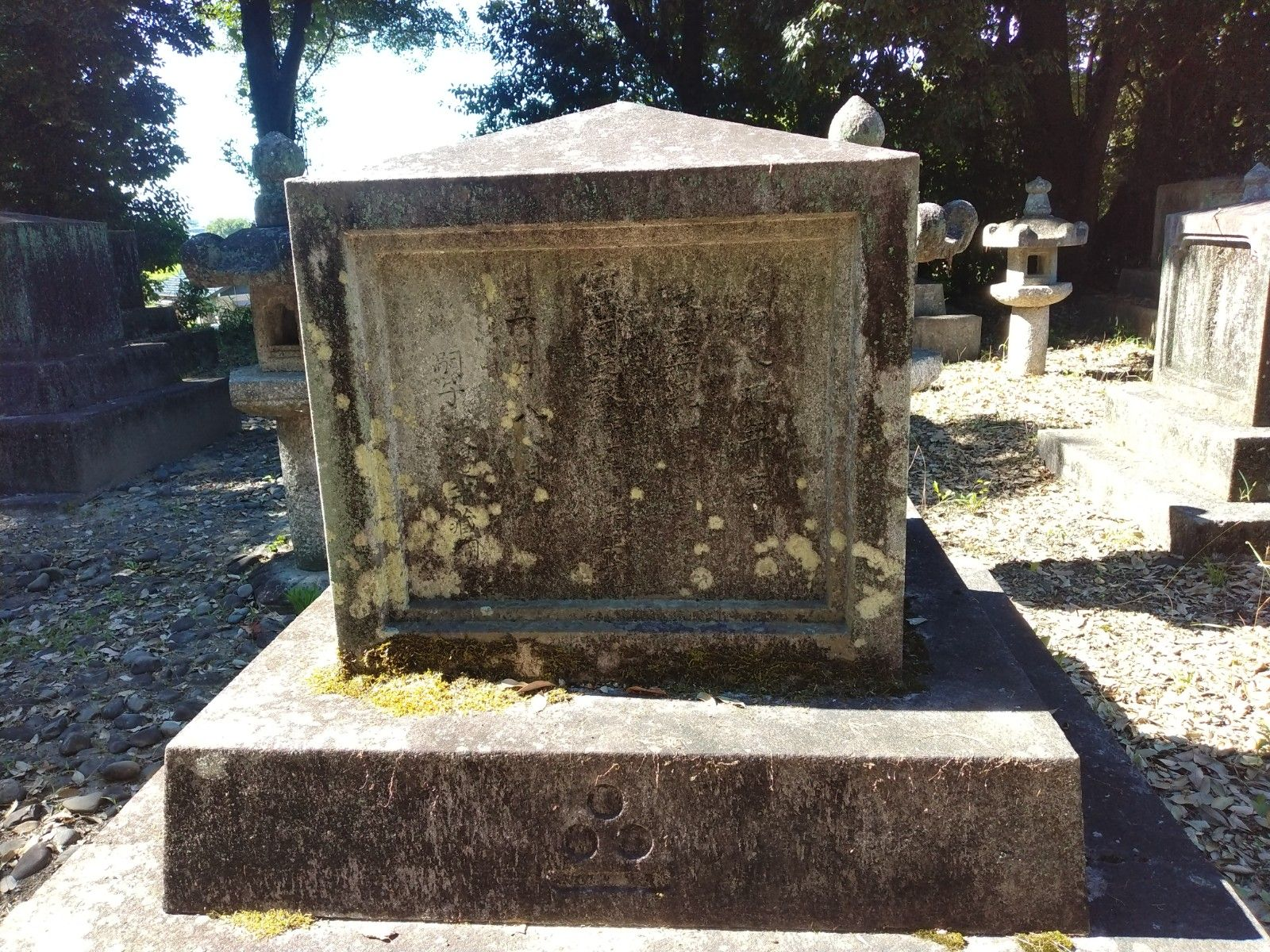
渡辺寧綱の墓(豊田市守綱寺)

万延元年（1860年）、死去。享年51。家督は嫡男の綱倫が相続した。